# Socorrogärdsmyg
Socorrogärdsmyg (Troglodytes sissonii) är en fågel i familjen gärdsmygar inom ordningen tättingar.

## Utseende och läte
Socorrogärdsmygen är en cirka 13 cm lång, genomgående sandbrun till gråbrun fågel som ofta håller sin relativt långa stjärt rest. Undersidan är ljusare, liksom ögonbrynsstrecket. På vingar och stjärt syns mörk tvärbandning. Arten är ensam gärdsmyg i sitt utbredningsområde. Jämfört med husgärdsmygen som skulle kunna uppträda på ön är socorrogärdsmygen mer beigefärgad och något mer långnäbbad.

## Utbredning och status
Fågeln förekommer endast på Socorroön (Revillagigedoöarna utanför västra Mexiko). IUCN kategoriserar arten som nära hotad.

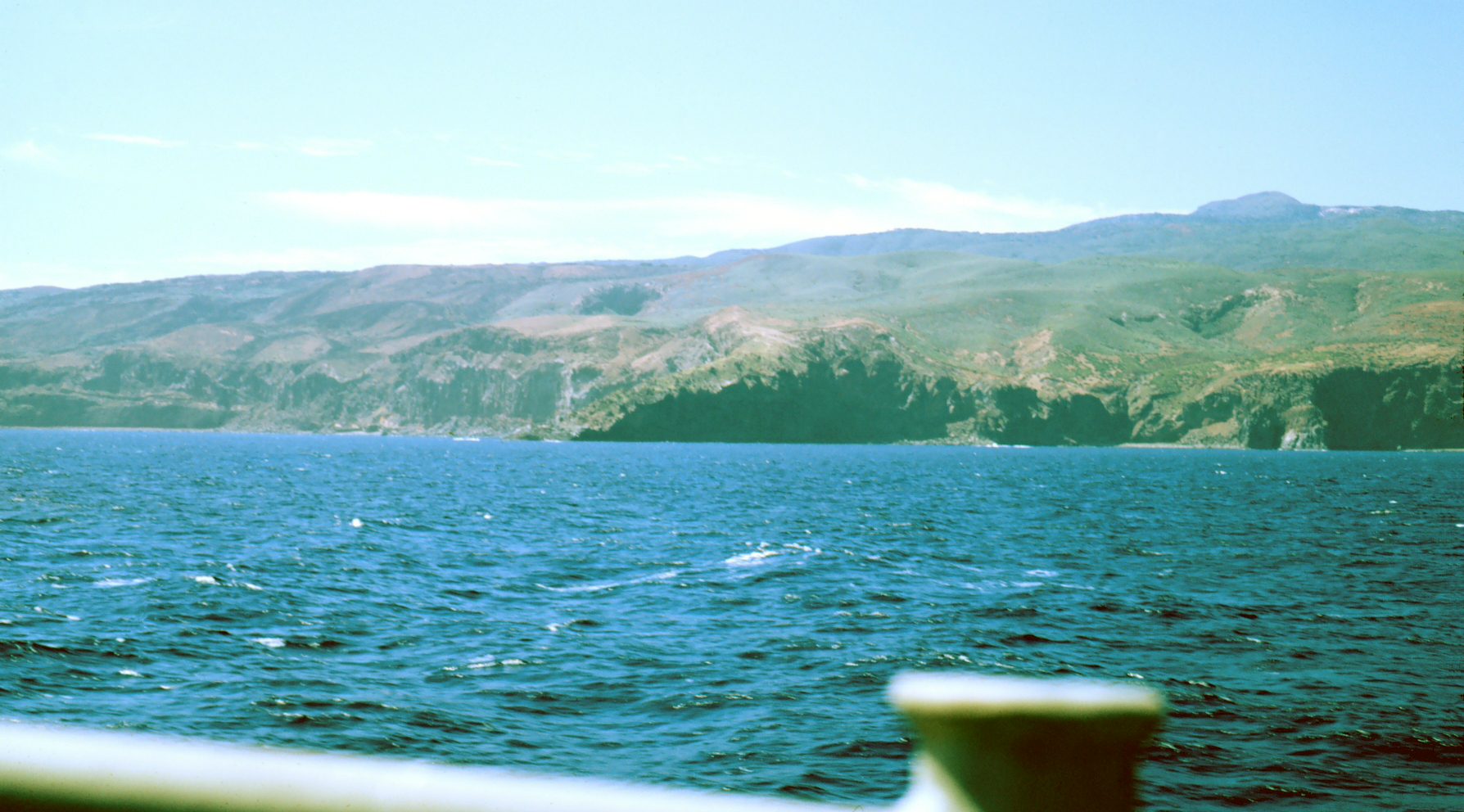
Socorroön där fågeln endast förekommer.

## Levnadssätt
Socorrogärdsmygen hittas i skogslandskap och buskmarker. Den ses ofta i par eller familjegrupper.

## Släktestillhörighet
Arten placerades länge i släktet Thryomanes, men genetiska studier visar att den är nära släkt med husgärdsmygen i Troglodytes.

## Namn
Socorrogärdsmygens vetenskapliga artnamn hedrar Isaac Sisson (1828–1906), amerikansk konsul vid Mazatlan i Mexiko.